# ポイズン・アイビー
ポイズン・アイビー(Poison Ivy)は、DCコミックスの出版するアメリカンコミック『バットマン』に登場する架空のスーパーヴィラン。ロバート・カニアーとシェルドン・モードッフによって創造され、1966年6月の"Batman #181"で初登場した。ポイズン・アイビーはバットマンの最も永続的な敵の一つである。

## 人物
本名：パメラ・リリアン・アイズリー (Pamela Lillian Isley)
ポイズン・アイビーは悪名高いエコテロリストである。犯罪のために心を制御する植物のフェロモンを使い、絶滅の危機にある種や自然環境を保護することを目的する。仲間のハーレイ・クインは彼女の繰り返される犯罪の共犯者になっている。
「Injustice Gang」の初期メンバーであり、ヒーローチームジャスティス・リーグに対抗する悪人集団「シークレット・ソサエティ・オブ・スーパー・ヴィランズ(Secret Society of Super Villains)」にも加わったことがある。他に政府の能力者機関「スーサイド・スクワッド」に強引に加入させられていたこともあった。この時は音波発生装置を操るヴァーティゴ伯爵を篭絡する役目を振られている。

## 歴史
当初はエジプトでの盗掘に関わったシアトルの植物学者で、仲間割れから毒殺されかかり、能力を手に入れたとされていた。
DCユニバースの歴史と継続性を一新したクライシス・オン・インフィニット・アースの出来事に続いて、ポイズン・アイビーの起源は1988年にニール・ゲイマンによって書かれたSecret Origins ＃36で改訂された。裕福ではあるが愛情の薄い家庭に育ち、アレック・ホランド(後のスワンプシング)と共に、大学でジェイソン・ウッドルー博士の下、植物生化学を専攻する。内気な彼女はウッドルーの言われるがままに人体実験を施された。正気を無くし、子供を生めなくなり、ウッドルーにも捨てられ、その能力が発現した。
当時のボーイフレンドを菌類の感染症にした後、シアトルを抜け出し、ゴッサム・シティに根を下ろす。街に毒性の胞子をばら撒くという脅迫によりポイズン・アイビーの通り名を得る初の事件を起こすが、バットマンによりアーカム・アサイラムに収容される。一時カリブ海の無人島に植物の楽園を作るも、企業の武器テストによって焼き払われ、再びゴッサムに舞い戻った。そのため、植物の保全を迫害する人間の活動全てを敵視したテロリズムを行っている。
ゴッサムが地震により陸の孤島と化した『No Man's Land』の時期は、他の悪党たちが覇権を争うのを尻目に、公園を熱帯雨林に変えて、孤児たちを育てていた。泥の怪人クレイフェイスをバットマンと共闘して打ち破り、町の食糧供給を手伝ったりと暖かい側面を見せている。街の秩序回復後は、議会や警察に追い立てられ、公園から姿を消す。その後はハッシュの計画の下、リドラーとスケアクロウに操られ手駒とされた。キャットウーマンやスーパーマンを操る活躍を見せている。
『One Year Later』後も犯罪者として行動しており、敵対者を巨大な肉食植物に食わせていた。だがその植物は知能を持ち、ハーベスト(Harvest)という怪物と化しアイビーを襲った。他にも彼女の周囲にはその能力で生み出された怪物が姿を見せることがある。植物人間フェラクス(Feraks)、ゾンビ人間グリーンゴーストなどである。

## 書誌情報

### 翻訳
- バットマン：マッドラブ/ハーレイ＆アイビー (ISBN 978-4796870863)

小学館集英社プロダクション刊、2011年3月1日発売。

### 単行本
| タイトル                            | 刊行日    | ISBN           |
| ----------------------------------- | --------- | -------------- |
| Poison Ivy: Cycle of Life and Death | 2016年9月 | 978-1401264512 |
| Batman Arkham: Poison Ivy           | 2016年9月 | 978-1401264451 |

### 絵本
Flower Power! (DC Super Friends)
Golden Books刊。ISBN 978-0385373968
Batman Classic Poison Ivy's Scare Fair
HarperFestival刊。ISBN 978-0062360779

## 映画

### 実写映画
バットマン & ロビン Mr.フリーズの逆襲 (1997年)
演 - ユマ・サーマン、日本語吹替 - 戸田恵子(ソフト)/田中敦子(地上波)
原作同様植物を偏愛する科学者パメラとして登場。上司のジェイソン・ウッドルー博士が、自らの研究成果を元に、筋肉増強剤ベノムを製作、それを軍事国家などに売ろうとしていたことを知り反発するも、博士の手で、毒液槽に落とされる。しかし一命をとりとめ、植物毒素を体内に取り込み復活したことで超常的な力も得た。ウッドルー博士を毒のキスで殺害後、ゴッサム・シティに現れる。
ベノムを投与されたボディガードベインを引きつれ、ゴッサムを植物の楽園にしようと画策。自分の美貌とフェロモンを武器に、バットマンと助手ロビンを誑かす。ゴッサムを脅かしていた犯罪者ミスター・フリーズが優れた頭脳と腕っ節の持ち主で、その上自分のフェロモンが全く効かないことから執着し、バットマンに捕えられアーカムへ収容された彼をベインと共に脱走させると、警察に押さえられていたフリーズのアジトでフリーズが自分の冷凍スーツの動力源であるダイヤモンドを調達し、ベインがバットマンやロビンと交戦している間に「三角関係はごめんだわ」とフリーズの妻の冷凍保存装置を壊し、その罪をバットマンらになすりつけ、フリーズと共闘。人類を氷漬けにした後、植物を繁殖させることを企む。
さらにロビンを調略してから罠にはめて殺そうと、バット・シグナルを細工して「ロビン・シグナル」を作り、これにおびき寄せられてやって来たロビンを毒のキスで殺そうとするが、バットマンの言葉で自分を取り戻し、バットマンへの信頼も取り戻したロビンが唇をゴムで覆っていたことから失敗。しかし諦めずにロビンや彼に加勢したバットマンを殺そうとするが、新たに現れたバットガールから自分の手口を「女の武器をそんなことに使うなんて、あんたは女の恥よ」と罵倒され、自らナイフを手に戦うが敗北、アーカムに収容された。精神に異常をきたしたのか、上の空で花占いをする場面が見られたが、真実を知ったフリーズが何故か同室に収容されてきてしまい、制裁を加えることをほのめかすシーンで出番が終了した。
演じるユマ・サーマンがコミック通りのコスチュームの他、よりけばけばしいコスチュームなどを魅力的に着こなしている。また、劇中では官能的なテーマ音楽が流れるといった演出もされている。

### アニメ映画
レゴバットマン ザ・ムービー (2017年)
声 - リキ・リンドホーム、日本語吹替 - ゆいP(おかずクラブ)
ニンジャバットマン (2018年)
声 - 田中敦子、英語吹替 - タラ・ストロング

## ドラマ
GOTHAM/ゴッサム (2014年-現在)
ウェイン夫妻殺害の濡れ衣を着せられたマリオ・ペッパーに虐待されていた植物好きの娘、アイビー。母親が自殺した後は孤児院に入ったが脱走し、路上生活をしているところをセリーナ・カイルと会う。
演 - クレア・フォーリー→マギー・ジェハ、日本語吹替 - 鈴木秀香

## アニメ
バットマン (アニメ) (1992年-1999年)
声 - ダイアン・パーシング、日本語吹替 - 佐々木優子『ジャスティス・リーグ (アニメ)』では佐藤ゆうこ
貴重な植物の生息する土地に工場建設を許したハービー・デント検事(後のトゥーフェイス)を狙って登場。植物を操る能力の他、フェロモン口紅で男を操った。初期は普通の体色であったが、後に緑色の皮膚となり、フェロモンも唇から直接発するようになる。
ゴッサム・ガールズ (2000年-2002年)
声 - ダイアン・パーシング
ポイズン・アイビー、ハーレイ・クイン、キャットウーマン、バットガールなどバットマン作品に登場する女性キャラクターを中心にしたフラッシュアニメ。
ザ・バットマン (2004年-2008年)
声 - ピエラ・コッポラ、日本語吹替 - 氷青
製作陣を変更した新シリーズで、設定も変更。本作ではバットガールことバーバラ・ゴードンの友人であった。環境活動家であったが、傭兵会社への襲撃時に毒液を浴びて、特殊能力を身につける。
ヤング・ジャスティス (アニメ) (2010年-現在)
声 - アリッサ・ミラノ
DCスーパーヒーロー・ガールズ (2015年-2018年 / 2019年-現在)
声 - タラ・ストロング / クリスティーナ・ミリツィア、日本語吹替 - Lynn / 優木かな
公式サイト及びYouTubeチャンネルで配信しているウェブアニメ。ヴィランではなく主要スーパーヒーローの1人として登場している。
バットマン&ハーレイ・クイン (2017年)
声 - パジェット・ブリュースター

## ゲーム
バットマン アーカム・アサイラム (2010年)
声 - タジア・バレンザ
バットマン アーカム・シティ (2011年)
声 - タジア・バレンザ
バットマン アーカム・ビギンズ (2013年)
声 - タジア・バレンザ
バットマン アーカム・ナイト (2015年)
声 - タジア・バレンザ
DCユニバースオンライン (2011年)
声 - シンディ・ウィリアムス
インジャスティス2 (2017年)
対戦型格闘ゲーム。プレイアブルキャラクターとして登場している
声 - タジア・バレンザ
【Injustice 2 - Introducing Poison Ivy!】 - YouTube